# Karel Reisz
Karel Reisz (21. července 1926, Moravská Ostrava – 25. listopadu 2002, Camden Town, Londýn) byl britský režisér českého původu.

## Život
Narodil se do židovské rodiny právníka Josefa Reisze (1878–1944) a jeho manželky Bedřišky (1898–1944), rozené Goldbergerové. Měl o čtyři roky staršího bratra Pavla (1922–2013).
Ve svých třinácti letech byl jako jedno z tzv. Wintonových dětí zachráněn před transportem do koncentračního tábora a vyhnul se tak osudu větší části rodiny. Reiszovi rodiče zahynuli v Osvětimi. Po emigraci do Velké Británii zde vystudoval střední školu a chemii na Emmanuel College v Cambridgi. Ke konci války sloužil jako pilot v československých perutích RAF. Po válce pracoval jako filmový kritik a publikoval ve filmových časopisech Sight and Sound nebo Sequence. Od roku 1952 působil jako programový ředitel Britského filmového ústavu (později BFI Southbank), kde napsal uznávanou učebnici Umění filmového střihu (The Technique of Film Editing, 1953).
S režií začal v 50. letech 20. století a stal se společně s Lindsay Andersonem a Tony Richardsonem jedním ze zakladatelů hnutí Free Cinema. Jeho první celovečerní film V sobotu večer, v neděli ráno podle románu Alana Sillitoa z roku 1960 byl oceněn cenou BAFTA jako nejlepší britský film. V roce 1966 natočil černou komedii Morgan – případ zralý k léčení (Morgan: A Suitable Case for Treatment) řazenou k jeho nejlepším filmům. Od roku 1974 působil dočasně ve Spojených státech, kde vznikl jeden z jeho nejúspěšnějších filmů Francouzova milenka s Meryl Streepovou a Jeremy Ironsem, natočený podle stejnojmenného románu Johna Fowlese. V USA natočil také válečné drama Psí vojáci s Nickem Noltem v hlavní roli.

## Osobní život

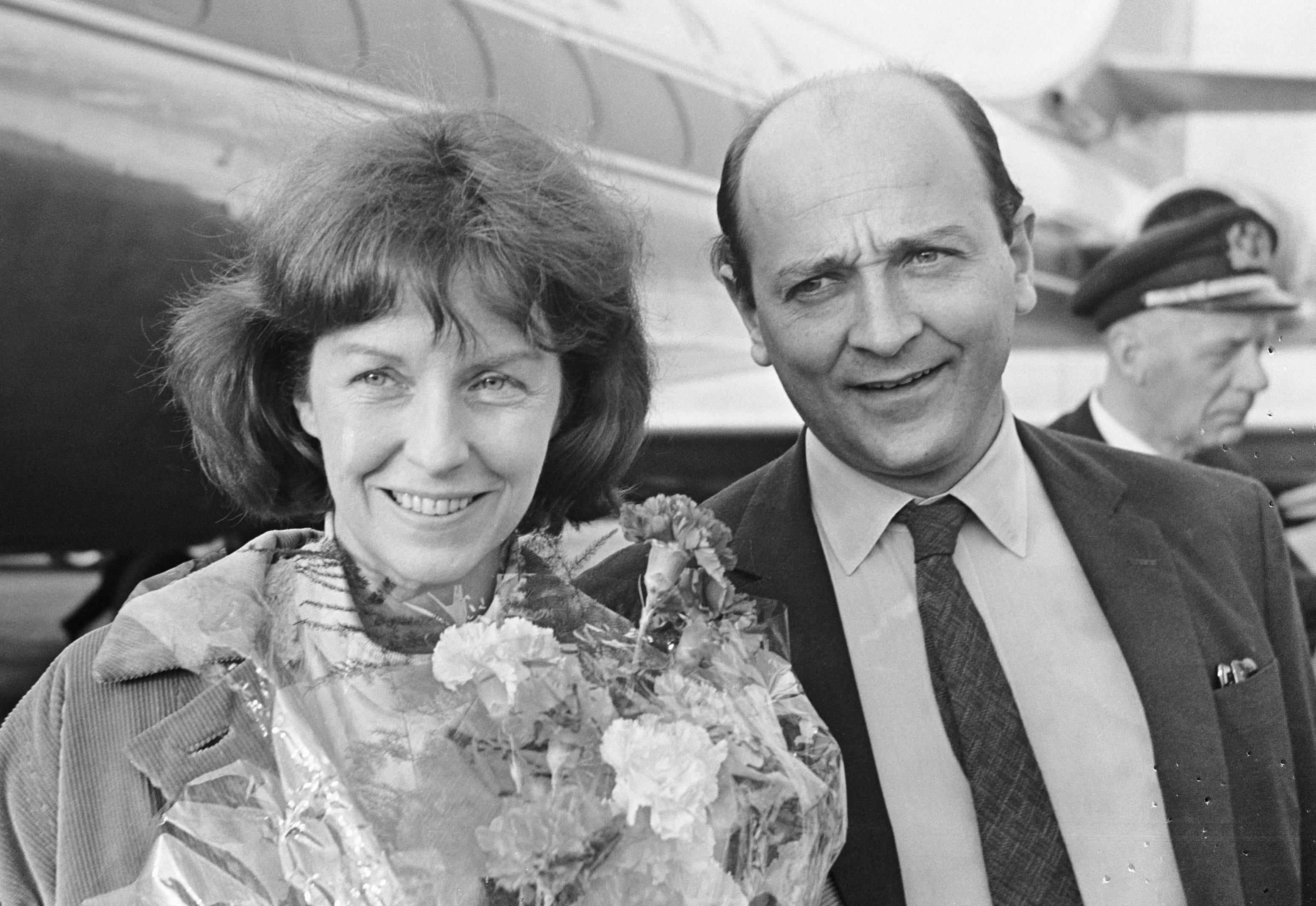
S Betsy Blairovou v roce 1966

Se svou první ženou Julií Coppardovou, se kterou se později rozvedl, měl tři syny. V roce 1963 se oženil s americkou herečkou Betsy Blairovou.

## Filmografie
- 1955: Momma Don‘t Allow
- 1958: We Are the Lambeth Boys
- 1960: V sobotu večer, v neděli ráno (Saturday Night and Sunday Morning)
- 1964: Night Must Fall
- 1966: Morgan – případ zralý k léčení (Morgan: A Suitable Case for Treatment)
- 1969: Isadora
- 1974: The Gambler
- 1978: Psí vojáci (Who’ll Stop the Rain)
- 1981: Francouzova milenka (The French Lieutenant’s Woman)
- 1985: Sladké sny (Sweet Dreams)
- 1989: Každý vyhrává (Everybody Wins)
- 1994: The Deep Blue Sea
- 2000: Acts Without Words I